# Selkups
Els selkups (rus сельку́пы), fins als anys 30 anomenats ostiac-samoieds (остя́ко-самое́ды) són un poble de Sibèria, Rússia. Viuen a les zones septentrionals de l'óblast de Tomsk, Krai de Krasnoiarsk, Iamàlia, i Nenètsia. Parlen el selkup, que pertany al grup de les llengües samoiedes de la família de les llengües uràliques.
Els selkups com a poble es formaren per la llarga interacció mitjançant la ramaderia entre pobles indígenes dels marges del riu Obi i pobles samoiedes, que havien arribat a la regió des de les muntanyes Saians a començaments del primer mil·lenni. En el segle xvii, alguns selkups es van establir més al nord, als marges dels rius Taz i Turukha, on es dedicaven a la cacera, pesca i ramaderia de rens. En el segle xviii els selkups foren sotmesos a una campanya de conversions forçades al cristianisme. Tanmateix, han mantingut bona part dels seus costums i creences ancestrals.
Segons el Cens rus (2002), hi havia 4,249 selkups a Rússia (4,300 el 1970). També hi ha 62 selkups a Ucraïna, dels quals només un és parlant de selkup (Cens ucraïnès 2001).